# Wielopłetwcokształtne
Wielopłetwcokształtne (Polypteriformes) – monotypowy rząd ryb kostnoszkieletowych (Osteichthyes), zaliczany do rzędu Cladistii (Cladistii jest traktowana przez niektóre ujęcia systematyczne jako infragromada w obrębie ryb promieniopłetwych). Jest taksonem siostrzanym dla Actinopteri, obejmującego wszystkie pozostałe ryby promieniopłetwe. Najstarsze znane szczątki kopalne wielopłetwcokształtnych pochodzą ze środkowej kredy Afryki i późnej kredy Ameryki Południowej.

## Budowa
Wielopłetwcokształtne mają wydłużone ciało pokryte łuską ganoidalną. Na szczękach mają drobne ząbki. Ich kręgi są dwuwklęsłe. Pierwszy kręg łączy się stawowo z kością potyliczną. Płetwa grzbietowa jest długa, płetwy piersiowe zewnętrznie są podobne do płetw ryb trzonopłetwych. Narządem oddychania są skrzela oraz gąbczasty pęcherz pławny.

## Systematyka
Wielopłetwcokształtne obejmują jedną rodzinę:
- Polypteridae Bonaparte, 1835 – wielopłetwcowate

We wcześniejszych klasyfikacjach wielopłetwcokształtne zaliczane były do podgromady ryb ramieniopłetwych (Brachiopterygii).
Rodzaje o niepewnej pozycji systematycznej (incertae sedis) zaliczane do rzędu wielopłetwcokształtnych:
- Bartschichthys Gayet & Meunier, 1996
- Inbecetemia Werner & Gayet, 1997
- Nagaia Werner & Gayet, 1997
- Sudania Werner & Gayet, 1997
- Saharichthys Werner & Gayet, 1997
- Sainthilairia Gayet & Meunier, 1996
- Serenoichthys Dutheil, 1999